# Путистин, Михаил Фёдорович
Михаил Фёдорович Путистин (29 декабря 1905 (11 января 1906), Москва, Московская губерния — 27 июня 1981, Киев, Украинская ССР) — советский футболист, полузащитник. Участник «Матча смерти».

## Карьера
Начинал играть в футбол в Москве. Полузащитник московской футбольной команды Рабочий Дворец «Пролетарская Кузница» (РДПК).
После реформы советского спорта в ноябре 1930 года и ликвидации спортивных секций РДПК оказался в команде Автомобильного Московского общества (АМО), переименованной в сентябре 1932 года в команду Завода имени Сталина. Выступал за сборную Москвы. В его активе матч против сборной Германии Комитета борьбы за красное единство Рабочего спорта «Роте Шпортайнхайт», состоявшийся 5 сентября 1930 года и завершившийся победой сборной Москвы со счетом 6:5 («Физкультура и спорт» № 51-52 от 15 сентября 1930 года). 
В киевском «Динамо» он не играл первые 3 сезона, но в 1936 году сыграл 1 матч в весеннем чемпионате и 6 в осеннем. 
После начала Великой Отечественной войны Михаила направили в истребительный батальон Киевского укрепрайона. Участвовал в некоторых играх «Матча смерти».
После завершения карьеры работал тренером.
Умер 27 июня 1981 года в Киеве. Похоронен вместе с семьей на Байковом кладбище.

### Семья
Был женат, сын — Владлен.

## Награды
- Медаль «За боевые заслуги» (1965, награждён в канун 20-летия Победы)[1]